# Irineu Esteve Altimiras
Irineu Esteve Altimiras, né le 21 juin 1996 à Andorre-la-Vieille, est un fondeur andorran.

## Biographie
Le fondeur andorran connaît sa première expérience internationale en 2013 au Festival olympique de la jeunesse européenne. En 2014, il est convoqué pour ses premiers championnats du monde junior et gagne une course junior internationale.
Il fait ses débuts au niveau européen en fin d'année 2016, sur la Coupe OPA, remportant rapidement un quinze kilomètres.
Aux Championnats du monde des moins de 23 ans en 2017, dans l'Utah, il se classe quatrième du quinze kilomètres libre.
Juste après, il est sélectionné pour son premier grand championnat à l'occasion des Championnats du monde à Lahti, où il est 29e du quinze kilomètres classique et 33e du skiathlon.
En décembre 2017, il court sa première étape de Coupe du monde à Lillehammer.
Aux Jeux olympiques d'hiver de 2018, il est le porte-drapeau de la délégation andorran à la cérémonie d'ouverture et aussi celle de fermeture. Il y est 27e du quinze kilomètres libre, 46e du skiathlon et 34e du cinquante kilomètres classique.
Finalement, il récolte ses premiers points dans la Coupe du monde en décembre 2018 à Lillehammer, où il est 21e du quinze kilomètres libre. Par la suite, il prend part à son premier Tour de ski, dont il prend la 24e place finale et la 10e sur la dernière étape. Il continue sa bonne série avec une neuvième place au quinze kilomètres libre de Falun. Il se classe 55e de cette saison de Coupe du monde, tandis que son meilleur résultat aux Championnats du monde de Seefeld est 21e sur le skiathlon. Début 2020, il signe une huitième place sur une étape du Tour de ski, un dix kilomètres libre.
Aux Championnats du monde 2021, il prend la quinzième place sur le quinze kilomètres libre notamment, malgré ses récents soucis au dos.

## Palmarès

### Jeux olympiques d'hiver
| Épreuve / Édition   | Sprint                           | Sprint    | 15 km | 15 km                            | Skiathlon 2 × 15 km | 50 km     | Relais | Relais    |
| Épreuve / Édition   | libre                            | classique | libre | classique                        | Skiathlon 2 × 15 km | 50 km     | Sprint | 4 × 10 km |
| JO 2018 Pyeongchang | Épreuve inexistante à cette date | —         | 27e   | Épreuve inexistante à cette date | 46e                 | 34e       | —      | —         |
| JO 2022 Beijing     | —                                | —         | 24e   | —                                | 20e                 | 30 km 25e | —      | —         |

Légende :
- : pas d'épreuve
- — : Non disputée par le fondeur

### Championnats du monde
| Épreuve / Édition        | Sprint                           | Sprint                           | 15 km                            | 15 km                            | Skiathlon 2 × 15 km | 50 km | Relais | Relais    |
| Épreuve / Édition        | libre                            | classique                        | libre                            | classique                        | Skiathlon 2 × 15 km | 50 km | Sprint | 4 × 10 km |
| Mondiaux 2017 Lahti      | —                                | Épreuve inexistante à cette date | Épreuve inexistante à cette date | 29e                              | 33e                 | —     | —      | —         |
| Mondiaux 2019 Seefeld    | —                                | Épreuve inexistante à cette date | Épreuve inexistante à cette date | 22e                              | 21e                 | 29e   | —      | —         |
| Mondiaux 2021 Oberstdorf | Épreuve inexistante à cette date | -                                | 15e                              | Épreuve inexistante à cette date | 21e                 | 34e   | —      | —         |

Légende :
- : pas d'épreuve
- — : n'a pas participé à l'épreuve

### Coupe du monde
- Meilleur classement général : 44e en 2020.
- Meilleur résultat individuel : 8e sur une étape du Tour de ski.

#### Classements en Coupe du monde
| Saison / Épreuve | Saison / Épreuve | Général | Général | Distance | Distance | Sprint | Sprint | Tour de ski |
| ---------------- | ---------------- | ------- | ------- | -------- | -------- | ------ | ------ | ----------- |
| Saison / Épreuve | Saison / Épreuve | Class.  | Points  | Class.   | Points   | Class. | Points | Tour de ski |
| 2019             | 2019             | 55e     | 108     | 39e      | 80       | -      | -      | 24e         |
| 2020             | 2020             | 44e     | 149     | 35e      | 99       | -      | -      | 23e         |
| 2021             | 2021             | 46e     | 118     | 34e      | 82       | -      | -      | 22e         |

### Coupe OPA
- 3e du classement général en 2017.
- 6 podiums, dont 1 victoire.